# Sachgesamtheit
Sachgesamtheit (im BGB Sachinbegriff) ist in der Rechtswissenschaft die Bezeichnung für mehrere selbständige Sachen, die durch einen gemeinsamen wirtschaftlichen Zweck verbunden sind, ihren Wert nur als Einheit entfalten können und die in der Verkehrsanschauung unter einem einheitlichen Begriff zusammengefasst werden.

## Allgemeines
Eine Sachgesamtheit ist keine Sache im Sinne des § 90 BGB, sondern sie besteht aus einzelnen Sachen im Sinne des § 90 BGB. Der im Sachenrecht bestehende Bestimmtheitsgrundsatz (Spezialitätenprinzip) verlangt im Regelfall, dass sich ein dingliches Recht stets auf eine bestimmte einzelne Sache bezieht. So kann sich ein Kaufvertrag, Mietvertrag, Pachtvertrag, Leihvertrag, selbst die bloße Übergabe nur auf einen konkreten Gegenstand beziehen. Jedoch hat sich im Alltag herausgestellt, dass manche Sachen unter einem einheitlichen Begriff als zusammen gehörend zusammengefasst werden, wobei deren Wert und Funktionsfähigkeit durch ihre Vollständigkeit mitbestimmt wird.

## Arten
Das Gesetz bezeichnet die Sachgesamtheit als Sachinbegriff (§ 92 Abs. 2 BGB) und nennt als Beispiel das Warenlager. Der § 260 verwendet dafür die Formulierung „Inbegriff von Gegenständen“. In § 1035 wird der Nießbrauch an einem „Inbegriff von Sachen“ geregelt. Zu den Sachgesamtheiten gehören nach der Verkehrsauffassung neben dem Warenlager insbesondere Vermögen, Inventar, Archiv, Bibliothek, Hausrat, Sammlungen wie Münz- oder Briefmarkensammlung, Heizanlage, Viehherde, Kaffeeservice, Möbel-Sitzgruppe, Kinobestuhlung, ein Paar Schuhe oder auch der Wertpapierbestand bei Sammelverwahrung (§ 5 Depotgesetz). Bienenstöcke (§§ 961 bis § 964 BGB) sind als Schwarm eine Sachgesamtheit. Bei einem Paar Schuhen wird deutlich, dass sie nur als Paar für den Nutzer einen Wert und Funktionsfähigkeit entfalten können. Nach herrschender Meinung sind auch Unternehmen als Sachgesamtheit aufzufassen.

## Rechtsfolgen
Im Gegensatz zur Sacheinheit bleiben die Sachen bei der Sachgesamtheit rechtlich selbständig. Dingliche Rechte können deshalb nur an jeder einzelnen Sache – die zu einer Sachgesamtheit gehört – begründet werden. Zum Verkauf einer Bibliothek muss deshalb jedes einzelne Buch übereignet werden.
Es gibt jedoch auch gesetzliche Regelungen, die eine Sachgesamtheit wie eine einzelne Sache behandeln. Bei der Übereignung eines Grundstücks geht im Zweifel sein Zubehör – soweit es dem Veräußerer gehört – nach § 926 BGB auch auf den Erwerber über. Dieses Verfügungsgeschäft erfasst somit das Grundstück und sein Zubehör als Sachgesamtheit. Das gilt auch für die Belastung eines Grundstücks mit einem Grundpfandrecht, die auch das Zubehör ergreift (§§ 1120, § 1192 BGB). Gleiche Regelungen gibt es beim Nießbrauch (§§ 1031, § 1062 BGB), Wohnrecht (§ 1093 Abs. 1 BGB) oder Vorkaufsrecht (§ 1096 BGB). Wenn beim Grundstücksnießbrauch das Inventar (§§ 582a, § 1048 Abs. 1 Satz 2 BGB) in seinen Bestandteilen wechselt, hat der Pächter oder Nießbraucher sie auf dem ursprünglichen Stand zu halten. Was er zur Ergänzung des Inventars erwirbt, nimmt mit der Integration in die Sachgesamtheit automatisch an deren Rechtsstellung teil.
Kommt es zur Übereignung einer Sachgesamtheit, so muss sie sich wegen des Spezialitätenprinzips auf jede einzelne Sache beziehen. Soll lediglich eine bestimmte Teilmenge einer Sachgesamtheit übereignet werden, muss sie durch Kennzeichnung genau bestimmt werden. Das trifft insbesondere auf die Sicherungsübereignung von Warenlagern als Kreditsicherheit zu Gunsten von Kreditinstituten zu. Wird nicht das gesamte Warenlager sicherungsübereignet, sondern nur ein Teil davon, so ist durch entsprechende Kennzeichnung (etwa Anbringen von Schildern, Markierungen, Raumskizzen) der nicht haftende Warenbestand von dem haftenden – für Dritte ohne weiteres nachvollziehbar – optisch zu trennen; er muss eindeutig abgrenzbar sein.

## Versicherungen
Sachgesamtheiten sind als solche versicherbar, da die Versicherungen auch tatsächliche Verhältnisse berücksichtigen. Nach § 89 VVG umfasst die Versicherung eines Sachinbegriffs die jeweils dazugehörigen Sachen. Werden einzelne Gegenstände des Hausrats ausgetauscht, so erstreckt sich die Versicherung auch auf die neuen Sachen. Umgekehrt scheiden die aus der Sachgesamtheit veräußerten Gegenstände aus der Versicherung aus, weil nach § 80 Abs. 2 VVG das versicherte Interesse entfällt.

## International
In Österreich ist die Sachgesamtheit („Gesamtsache“) in § 302 ABGB als „ein Inbegriff von mehreren besonderen Sachen, die als eine Sache angesehen, und mit einem gemeinschaftlichen Namen bezeichnet zu werden pflegen,…“ definiert. Die Schweiz kennt Sachgesamtheiten als „zusammengehörende Sachen“ (vgl. Art. 613 ZGB). In Frankreich ist die Sachgesamtheit (französisch ensemble de biens mobiliers corporels) in Art. 2333 Code civil anerkannt und als Kreditsicherheit verpfändbar. Auch das Geschäftsvermögen (französisch fond de commerce) ist als Gesamtheit aller wirtschaftlich brauchbaren Vermögensgegenstände ein einheitliches Eigentum, das übertragbar und verpfändbar ist und in das vollstreckt werden kann.

## Sonstiges
Im Umsatzsteuerrecht wird die Sachgesamtheit jedoch abweichend von der zivilrechtlichen Rechtslage als ein einziger Gegenstand behandelt. Der BFH definiert nämlich die Sachgesamtheit als die „Zusammenfassung mehrerer selbständiger Gegenstände zu einem einheitlichen Ganzen, das wirtschaftlich als ein anderes Wirtschaftsgut angesehen wird als die Summe der einzelnen Gegenstände“. Das Zusammenstellen von verschiedenen Gegenständen zu einer Sachgesamtheit führt zu einem neuen Wirtschaftsgut.